# Isoetes aequinoctialis
Isoetes aequinoctialis là một loài dương xỉ trong họ Isoetaceae. Loài này được A. Braun mô tả khoa học đầu tiên năm 1868.